# Mademoiselle Yvonne Landsberg
Mademoiselle Yvonne Landsberg est un tableau réalisé par le peintre français Henri Matisse en 1914. Cette huile sur toile est un portrait de femme. Elle est conservée au Philadelphia Museum of Art, à Philadelphie.
Matisse a également réalisé 2 études préparatoires

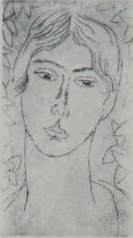
Portrait de Mademoiselle Yvonne Landsberg (étude)

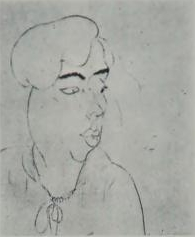
Portrait de Mademoiselle Yvonne Landsberg (étude)